# Bessungen
Bessungen, Darmstadt-Bessungen – dzielnica miasta Darmstadt w Niemczech, w kraju związkowym Hesja.